# Scandinavian Touring Car Championship 2018
Scandinavian Touring Car Championship 2018 är den åttonde upplagan av standardvagnsmästerskapet STCC.

## Tävlingskalender
| Omgång | Omgång | Datum         | Bana              | Pole Position | Snabbaste varv  | Vinnande förare    | Vinnande team       | Rapport |
| ------ | ------ | ------------- | ----------------- | ------------- | --------------- | ------------------ | ------------------- | ------- |
| 1      | R1     | 4-5 maj       | Knutstorp         | Philip Morin  | Daniel Haglöf   | Daniel Haglöf      | PWR Racing Team     | Rapport |
| 1      | R2     | 4-5 maj       | Knutstorp         |               | Robert Dahlgren | Andreas Wernersson | Lestrup Racing Team | Rapport |
| 2      | R3     | 16-17 juni    | Anderstorp        |               |                 |                    |                     |         |
| 2      | R4     | 16-17 juni    | Anderstorp        |               |                 |                    |                     |         |
| 3      | R5     | 7-8 juli      | Falkenberg New    |               |                 |                    |                     |         |
| 3      | R6     | 7-8 juli      | Falkenberg New    |               |                 |                    |                     |         |
| 4      | R7     | 18-19 augusti | Gelleråsen Newest |               |                 |                    |                     |         |
| 4      | R8     | 18-19 augusti | Gelleråsen Newest |               |                 |                    |                     |         |
| 5      | R9     | 8-9 september | Rudskogen         |               |                 |                    |                     |         |
| 5      | R10    | 8-9 september | Rudskogen         |               |                 |                    |                     |         |
| 6      | R11    | 21 september  | Mantorp Long      |               |                 |                    |                     |         |
| 6      | R12    | 21 september  | Mantorp Long      |               |                 |                    |                     |         |